# Susan J. Helms
Susan Jane Helms (nascuda el 26 de febrer de 1958) és una Tinent General en les Forces Aèries dels Estats Units i anterior astronauta de la NASA. Actualment és Comandant de la 14a Força Aèria (Air Forces Strategic); i Comandant de la Joint Functional Component Command for Space a Vandenberg Air Force Base de Califòrnia. Helms va ser tripulant en cinc missions del Transbordador Espacial i va ser resident de l'Estació Espacial Internacional (ISS) durant cinc mesos del 2001 quan va participar en l'Expedició 2 de l'ISS. Ella i James S. Voss van fer un passeig espacial de 8 hores i 56 minuts, el més llarg de la història, en el vol d'anada STS-102.